# Пічкур-білопер дніпровський
Пічкур-білопер дніпровський (Romanogobio belingi) — прісноводна риба родини пічкурові.

## Розповсюдження
Зустрічається у річках басейнів Чорного (Дніпро, Південний Буг, Дністер), Балтійського (Вісла, Одер) та Північного (Ельба, Рейн) морів.

## Будова
Тіло видовжене, веретеноподібне, довжина зазвичай до 11,5 см. Спинний та хвостовий плавці світлі та прозорі, без темних плям, на відміну від звичайного пічкура. Рило коротке, рот нижній. Вусики довгі. Спинний плавець має 7 — 8 променів, анальний — 6. Бічна лінія повна, нараховує 40 — 44 луски. Хребців від 40 до 44. Забарвлення жовтувате, по боках тіла темні плями. Глоткові зуби дворядні.

## Спосіб життя
Зустрічається тільки у річках. Надає перевагу ділянкам з чистою водою, помірною течією та піщаним або кам'янистим ґрунтом. Зграйна риба, тримається біля дна, зазвичай зі звичайним пічкуром. Влітку тримається на неглибоких ділянках, в холодну пору року переміщується на глибину, зимує у ямах. Активний вночі. Живиться дрібними безхребетними, водоростями та ікрою інших видів риб. Тривалість життя 4 — 5 років.

## Розмноження
Статевої зрілості досягає на 2 — 3 рік життя. Нерест в кілька етапів протягом квітня — червня на неглибоких ділянках водойми. Ікра донна, відкладається на субстрат, може інкрустуватись частинками піску. Плодючість самиці становить 1 — 3 тисячі ікринок.

## Значення
Чисельність низька. Промислового значення не має.